# Nick Fry
Nicholas Richard Fry, mais conhecido como Nick Fry (Epsom, 29 de junho de 1956), foi o diretor-executivo da equipe de Fórmula 1 Mercedes. Anteriormente, Fry desempenhou a mesma função nas antigas equipes British American Racing (BAR), Honda e Brawn GP. Também foi diretor e um dos responsáveis pela expansão da Prodrive.

## Carreira
Sua carreira no automobilismo começou com a Ford Motor Company em 1977, como estagiário de pós-graduação da Universidade do País de Gales com uma licenciatura em economia. Primeiro, Fry trabalhou na área de vendas e, em seguida, pesquisa de mercado. Em 1978, foi transferido para a área de desenvolvimento de produto. Ele ajudou a desenvolver uma variedade de modelos ao longo dos doze anos que esteve presente na função, incluindo modelos como o Ford Escort Cosworth, o RS200 e outros. Ele também passou um período na Aston Martin no início dos anos 1990, enquanto a empresa estava sob a propriedade da Ford, supervisionando o desenvolvimento e lançamento do modelo DB7. Após este período na Aston Martin, ele retornou à Ford em 1995, assumindo o cargo de diretor de engenharia de serviço na divisão de atendimento ao cliente.
Em janeiro de 2001, Fry foi nomeado diretor da Prodrive, onde foi responsável por liderar a expansão da empresa em serviços de engenharia terceirizada. Dentro de quatro meses, a Prodrive tinha uma lista de encomendas cheia para 2001 e passos importantes foram tomadas medidas para o crescimento da empresa no Reino Unido e além, com a aquisição do Grupo Tickford. Essa expansão fez com que Fry se tornasse diretor administrativo do Grupo, supervisionando as operações de engenharia e de corrida da empresa.
Em janeiro de 2002, ele foi nomeado diretor administrativo da equipe British American Racing (BAR), além de continuar com suas responsabilidades na Prodrive. Fry continuou na equipe após a Honda comprar a mesma e transformá-la na Honda Racing F1 Team para disputar a temporada de Fórmula 1 de 2006. Ele conseguiu sua primeira vitória como gerente/chefe executivo de uma equipe de Fórmula 1 quando Jenson Button recebeu a bandeira quadriculada no Grande Prêmio da Hungria de 2006.
Após a Honda anunciar, em dezembro de 2008, sua retirada da Fórmula 1, deixando o espólio da equipe à venda, Fry ao lado do chefe da equipe, Ross Brawn, liderou a compra do espólio da Honda F1 através de um sistema chamado management buyout e renomearam-a de Brawn GP para disputar a temporada de 2009. A equipe alcançou um grande feito na sua primeira e única temporada ao conquistar os Campeonatos Mundiais de Construtores e de Pilotos (com Jenson Button). Quando a Mercedes-Benz adquiriu a Brawn GP para formar sua própria equipe para competir na categoria a partir da temporada de 2010, Fry permaneceu como diretor-executivo e coproprietário da equipe Mercedes até 2011, quando ele e Brawn venderam suas ações remanescentes para a Mercedes-Benz, mas com eles mantendo seus cargos na equipe.
No dia 15 de junho de 2012, Nick Fry recebeu um doutorado honorário da Universidade de Cranfield em reconhecimento aos seus serviços prestados no automobilismo.
Em março de 2013, Fry foi substituído por Toto Wolff como diretor executivo da equipe de Fórmula 1 da Mercedes.
Em fevereiro de 2018, Fry foi nomeado pela organização profissional de esporte eletrônico, a Fnatic, como seu novo chefe de estratégia comercial e presidente.
Em outubro de 2021, dois meses após a McLaren Applied ser adquirida pela Greybull Capital, Fry foi confirmado como seu novo presidente não executivo.
Em 2022, a McLaren Applied recebeu o contrato da Federação Internacional de Automobilismo (FIA) para desenvolver um novo sistema de controle do motor para a temporada da Fórmula 1 de 2026. Em 2023, Fry teve sucesso com a McLaren Applied e a Greybull ao assumir a propriedade da fabricante neerlandesa de bicicletas elétricas VanMoof e dos especialistas italianos em inversores solares Fimer.
A história da Brawn GP e o papel de Fry aparecem em um documentário de quatro partes Brawn: The Impossible Formula 1 Story, apresentado por Keanu Reeves, que foi lançado no Disney+ em novembro de 2023.